# Завод Boeing в Рентоні
Завод Boeing в Рентоні (англ. Boeing Renton Factory) — є виробничим підприємством компанії Boeing для вузькофюзеляжних комерційних авіалайнерів та їх військових похідних. Виробництво включає пасажирський лайнер Boeing 737 MAX і військовий патрульний літак Boeing P-8 Poseidon. Завод займає 100 000 м2 площі. Завод розташований поруч із муніципальним аеропортом Рентон.

## Передумови
Завод Boeing в Рентоні побудований на землі, яка була рекультивована після зниження рівня озера Вашингтон у 1916 році. У той час його придбав промисловець Чарльз Х. Бернетт, який мав намір використовувати його для зберігання та транспортування вугілля. Ці плани так і не здійснилися, а напівболотисту місцевість використовували як сінокосну ферму. У 1936 році донька Бернетта Емі Луїза Бернетт Бонд передала землю назад штату Вашингтон. За збігом обставин Бернетт Бонд був близьким другом Берти Поттер (дружини Вільяма Боїнга), будучи її хрещеною матір’ю та жив із її сім’єю, поки вона закінчувала школу.
На початку Другої світової війни майно було передано від штату до федерального уряду. Через те, що він розташований на великій водоймі, Департамент військово-морських сил працював над створенням на землі фабрики літаючих човнів для виробництва Boeing XPBB Sea Ranger. Однак це замовлення було скасовано, щоб звільнити фабрику для виробництва Boeing B-29 Superfortress, фабрика була передана армії в обмін на використання заводу North American Aviation у Канзас-Сіті для виробництва наземного North American B-25 Mitchell для Корпусу морської піхоти.

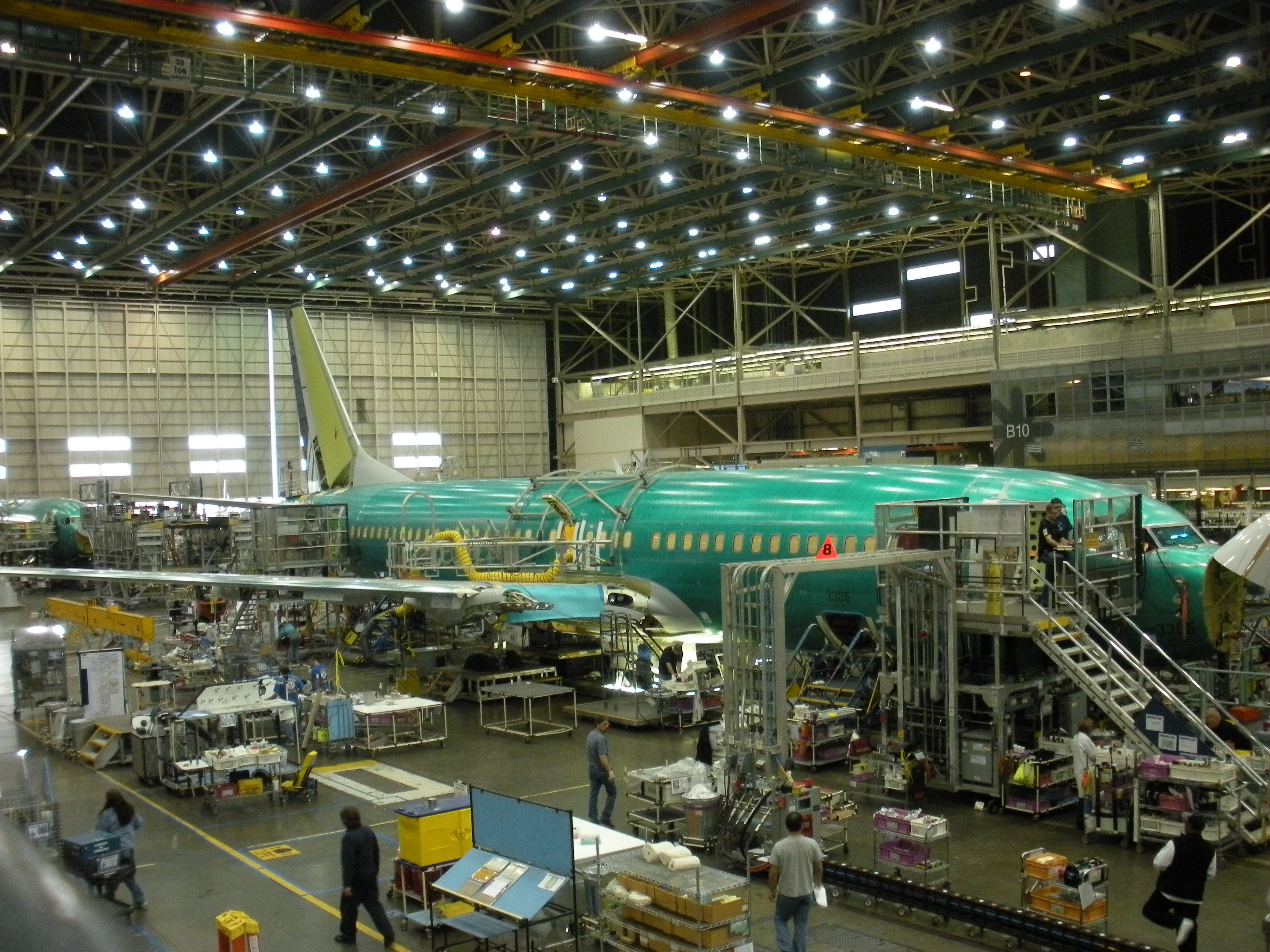
Збірка 737 на заводі Renton

Після закінчення Другої світової війни виробнича лінія Superfortress більше не була потрібна, і завод закрився в липні 1946 року. Будівлю використовували для інших цілей, зокрема як тимчасовий будинок для цирку. Компанія Boeing знову відкрила завод у Рентоні в 1949 році для виробництва Boeing C-97 Stratofreighter, і з тих пір він використовується.

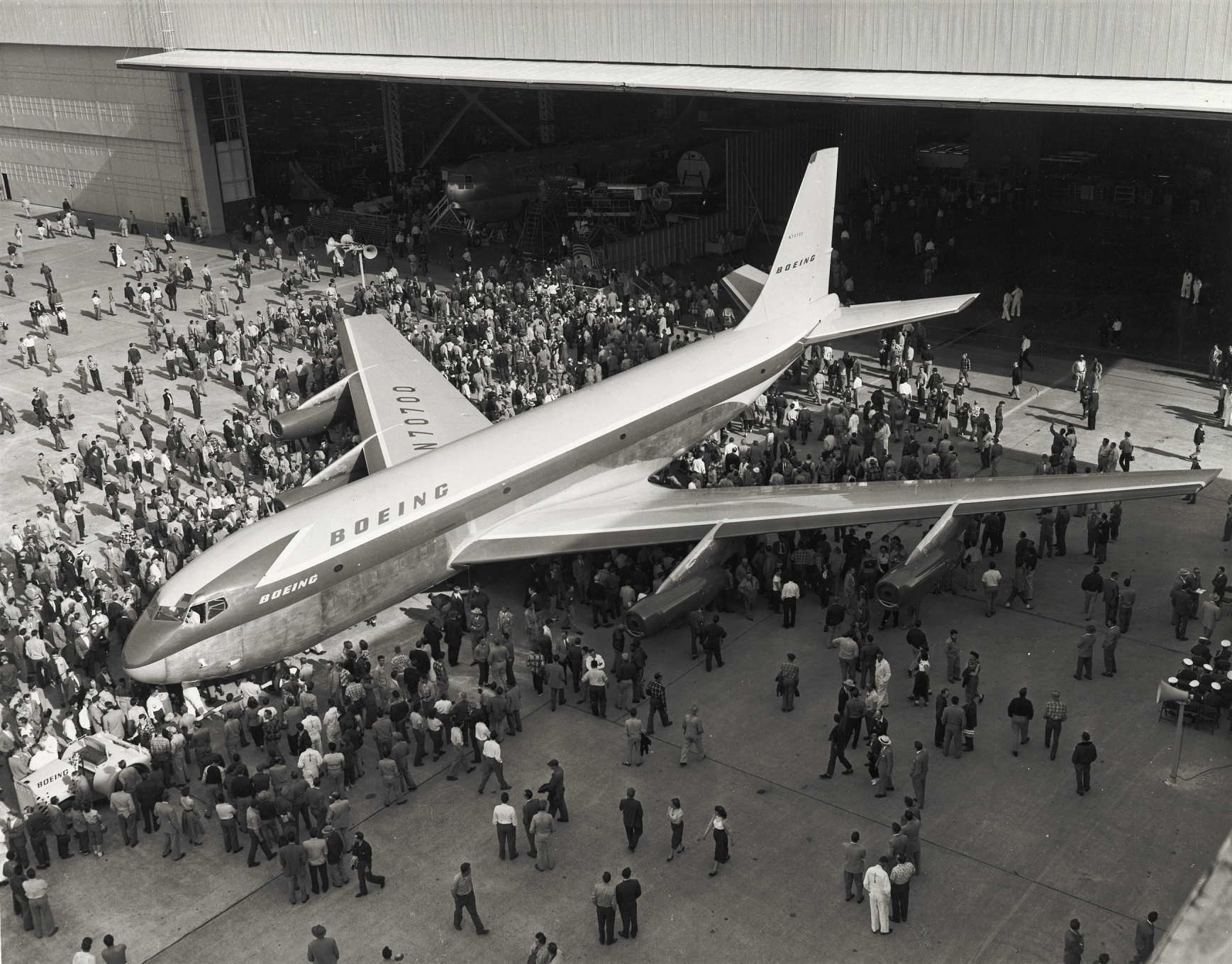
Boeing 367-80 під час викочування в Рентоні в травні 1954 року

Завод у Рентоні також використовувався як суднобудівний завод з 1974 по 1985 рік, будуючи кораблі на підводних крилах типу «Пегас» для ВМС і комерційні реактивні типу Boeing 929 Jetfoil поряд з лініями виробництва літаків.
Фабрика має власну залізничну гілку, якою потяги BNSF Railway можуть доставляти деталі на фабрику. Ця практика почалася в 1960-х роках під час будівництва 707, але стала найбільш помітною під час будівництва 737, коли весь фюзеляж доставлявся на завод залізницею.

## Історія виробництва літаків
У 1952 році компанія Boeing почала розробку Boeing 367-80, щоб продемонструвати переваги реактивної тяги для комерційної авіації. Прототип під назвою «Dash 80» вийшов із заводу в Рентоні в травні 1954 року і став основою для двох різних серійних літаків: військового KC-135 Stratotanker і 707, першого успішного комерційного реактивного лайнера.